# Cervecería 100 Montaditos
Cervecería 100 Montaditos (in Italia conosciuta solo come 100 Montaditos) è una catena di ristoranti nata in Spagna e specializzata nella vendita di 100 diversi tipi di montaditos (piccoli panini imbottiti).
Attualmente ha circa 600 ristoranti in franchising in Spagna e oltre 100 all'estero tra Stati Uniti, Messico, Colombia, Italia, Cile, Guatemala, Belgio e Portogallo.

## Origine del nome
Il termine fa riferimento ad un’antica abitudine culinaria spagnola di farcire una o due piccole fette di pane con vari ingredienti come affettati, carne, pesce, verdure, formaggi o vari tipi di salse.
100 Montaditos ha così deciso di ispirarsi a questa tradizione dando vita ad un elenco di cento diverse proposte.
Da quelle storiche con jamón serrano o tortilla de patatas, a quelle pensate appositamente per il mercato locale, fino a quelle dolci.

## Storia e diffusione
Il primo ristorante 100 Montaditos è stato aperto in Spagna nel 2000 su di una piccola spiaggia a Islantilla, Huelva, per mano dell'imprenditore di Siviglia José María Fernández Capitán.
Negli anni successivi hanno aperto una media di venti locali all'anno fino a superare il numero di più di 200 ristoranti in Spagna all'inizio del 2012.
Nel 2010 ha aperto il primo locale fuori dalla Spagna, negli Stati Uniti.
Nel 2012 la Cervecería 100 Montaditos raggiunge l'America Latina.
Nel novembre 2015 l'azienda, che nel frattempo ha raggiunto una solida presenza in Italia, vi ha aperto una sua sede secondaria con l'obiettivo di farne il mercato estero più importante. Qui ha perso la dicitura "Cervecería" (che vuol dire letteralmente "Birreria") mantenendo solo il nome 100 Montaditos.